# How Come U Don’t Call Me Anymore?
«How Come U Don’t Call Me Anymore?» (с англ. — «Почему ты больше не звонишь мне?») — песня Принса. Это баллада о романтической страсти с элементами госпела. На оригинальной версии песни, выпущенной на стороне «Б» сингла «1999», Принс исполняет большую часть песни фальцетом под свою блюзовую фортепианную аккомпанировку. Песня впервые вошла в альбом в 1993 году, в его сборник The Hits/The B-Sides. Впоследствии песня использовалась в качестве музыкальной темы в фильме «Девушка № 6». Принс также исполнил песню на своём концертном альбоме One Nite Alone... Live! 2002 года.
Среди исполнителей, записавших кавер на песню, были Стефани Миллс (1983), Джошуа Редман (1998) и Алиша Киз (2001).